# World's on Fire
Albums de The Prodigy
Invaders Must Die
(2009) The Day Is My Enemy
(2015)
World's on Fire est le premier album live du groupe britannique The Prodigy, sorti le 11 mai 2011.
Il a débuté à la 5e place du classement officiel britannique. 

## Liste des titres
| No  | Titre                   | Durée |
| --- | ----------------------- | ----- |
| 1.  | Intro                   | 0:32  |
| 2.  | Breathe                 | 5:02  |
| 3.  | Omen                    | 3:48  |
| 4.  | Colours                 | 4:06  |
| 5.  | Thunder                 | 2:51  |
| 6.  | Warrior's Dance         | 4:56  |
| 7.  | Firestarter             | 4:39  |
| 8.  | Run with the Wolves     | 4:23  |
| 9.  | Weather Experience      | 3:57  |
| 10. | Voodoo People           | 3:45  |
| 11. | Omen (Reprise)          | 1:21  |
| 12. | Invaders Must Die       | 3:45  |
| 13. | Smack My Bitch Up       | 5:04  |
| 14. | Take Me to the Hospital | 4:08  |
| 15. | Everybody in the Place  | 3:16  |
| 16. | Their Law               | 5:28  |
| 17. | Out of Space            | 4:32  |